# Извор-Махала
Извор-Махала (болг. Извор махала) — село в Болгарии. Находится в Видинской области, входит в общину Кула. Население составляет 106 человек.

## Политическая ситуация
Извор-Махала подчиняется непосредственно общине и не имеет своего кмета.
Кмет (мэр) общины Кула — Марко Петров Петров (Болгарская социалистическая партия (БСП)) по результатам выборов в правление общины.